# Gabriele Detti
Gabriele Detti (Livorno, 29 agosto 1994) è un nuotatore italiano specializzato nello stile libero, è stato campione mondiale degli 800 m stile libero, medaglia di bronzo nei 400 m stile libero e nei 1500 m stile libero ai Giochi olimpici di Rio de Janeiro 2016.

## Biografia

### Gli inizi
Specializzato nel mezzofondo, ha un vasto programma di gare che va dai 200m ai 1500m stile libero. Si fece notare nel 2012 laureandosi campione italiano nei 400 stile libero. Il suo palmarès era impreziosito da un argento e un bronzo mondiale e da altri tre argenti europei, tutti conquistati a livello giovanile tra 400, 800 e 1500 metri stile libero. Il 21 maggio 2012 si classificò al sesto posto ai Campionati europei di Debrecen 2012 nei 400 stile libero. Ai campionati italiani 2013 ottenne la medaglia d'argento nei 400m, negli 800m e nei 1500m stile libero. Prese parte ai mondiali di Barcellona 2013, gareggiando nei 400, 800 e 1500 stile libero ma non riuscendo ad andare oltre le batterie del mattino in nessuno dei tre eventi.

### 2014
L'8 aprile 2014, durante i Campionati italiani a Riccione, stabilì il nuovo primato italiano ed europeo negli 800 m sl con il tempo di 7'42"74, poi superato il 5 agosto 2015 da Gregorio Paltrinieri; durante la stessa manifestazione vinse anche i 400m stile libero e arrivò secondo nei 1500m stile libero. Nell'agosto dello stesso anno prese parte ai Campionati europei di Berlino dove raggiunse la finale in tutte le distanze per cui si presentava: nei 400 m sl ottenne il quarto piazzamento con il tempo di 3'48"10, mancando il podio per venti centesimi; nei 1500 m sl conquistò la medaglia di bronzo con il tempo di 14'52"53, alle spalle del connazionale Gregorio Paltrinieri e del faroese Pál Joensen; il giorno successivo si aggiudicò un altro bronzo alle spalle di Paltrinieri e Joensen negli 800 sl con il tempo di 7'49"35.

### 2015
Cominciò la stagione 2015 con bei tempi al Trofeo della città di Milano, ma poi la sua stagione fu condizionata da uno stop dovuto a una grave infezione alle vie urinarie che gli impedì di prendere parte ai campionati italiani assoluti di aprile e ai seguenti eventi di avvicinamento ai mondiali di Kazan, dove si vide costretto a dare forfait. A dicembre dello stesso anno tornò a gareggiare a livello internazionale, prendendo parte ai campionati europei in vasca corta di Netanya: in questa occasione riuscì a salire nuovamente sul podio, conquistando un argento nei 1500 m sl alle spalle di Paltrinieri e un bronzo nei 400 m sl (superando il record nazionale appartenuto ad Emiliano Brembilla).

### 2016
La stagione successiva cominciò con evidenti segnali di ripresa da parte di Detti, che in occasione del Trofeo Città di Milano migliorò il proprio personale nei 1500 m sl. Successivamente, agli assoluti di Riccione, prese parte a quattro gare su altrettante distanze dello stile libero (200 m, 400 m, 800 m e 1500 m), riuscendo a vincere l'oro nelle prime tre e l'argento nella quarta; inoltre, i tempi da lui nuotati gli valsero il pass immediato per i Giochi della XXXI Olimpiade sia nei 400 m sia nei 1500 m: in particolar modo sorprese il tempo fatto segnare da Detti sui 400 m sl, in quanto fu la seconda prestazione nazionale di sempre sulla distanza, ad appena sei decimi dal record italiano stabilito da Massimiliano Rosolino alle Olimpiadi di Sydney 2000. In seguito partecipò ai Campionati europei di Londra 2016, in cui vinse l'oro nei 400m stile libero, l'argento negli 800 stile libero e nei 1500m stile libero alle spalle di Gregorio Paltrinieri e il bronzo nella staffetta 4x200m stile libero maschile.
Ai Giochi olimpici di Rio de Janeiro 2016 prese parte alla gara dei 400 m sl, in cui avvicinò nuovamente il record di Rosolino, mancandolo per appena nove centesimi; il risultato gli permise comunque di vincere una medaglia di bronzo alle spalle dell'australiano Mack Horton e del cinese Sun Yang. Alcuni giorni dopo, Detti partecipò alla gara dei 1500 m sl, dove riuscì a conquistare il suo secondo bronzo olimpico, alle spalle di Paltrinieri e dello statunitense Connor Jaeger; la prestazione gli valse il miglioramento del proprio record personale di quasi sei secondi ed inoltre rappresentò un evento storico per il nuoto azzurro: due italiani sullo stesso podio olimpico si erano visti solo nel 2000, quando Domenico Fioravanti e Davide Rummolo avevano vinto l'oro e il bronzo nei 200 m rana.

### 2017
Cominciò molto bene la stagione 2017 segnando tempi competitivi al Trofeo Città di Milano, dove vinse i 1500 m e i 400 m stile libero battendo il rivale Gregorio Paltrinieri. Il 4 aprile 2017 nel corso dei campionati italiani stabilì il nuovo primato italiano sui 400 sl in 3'43"36 strappandolo a Massimiliano Rosolino dopo 17 anni. Il 6 aprile vinse anche gli 800 m sl battendo Paltrinieri in 7'41"64, seconda prestazione europea di sempre e suo primato personale. Rinunciò ai 1500 per problemi di salute ma l'8 aprile vinse con il primato personale di 1'46"38, a soli 9 centesimi dal record italiano, i 200 sl. Al trofeo settecolli di Roma gareggiò nei 400 m stile libero in cui giunse secondo alle spalle del coreano Tae Hwan Park con il tempo di 3'45"88 ma precedette il campione olimpico in carica Mack Horton. Ai Campionati mondiali di Budapest Detti gareggiò in tre gare individuali e in una staffetta. Arrivò alla medaglia di bronzo nei 400 m stile libero dietro a Sun Yang e al campione olimpico in Mack Horton col tempo di 3'43"95, leggermente peggio di quanto fatto ad aprile. Il 26 luglio arrivò il successo più importante della sua carriera, poiché vinse la medaglia d'oro negli 800 m stile libero precedendo il polacco Wocjek Wojdak e Gregorio Paltrinieri: Detti riuscì a rimontare negli ultimi 100 metri e portò il record europeo a 7'40"77, migliorando il precedente record di Paltrinieri per 4 centesimi.. Riuscì a portare la Staffetta 4x200 m stile libero al sesto posto ottenendo il migliore parziale degli azzurri in finale. Infine partecipò ai 1500 m stile libero che si svolsero l'ultima giornata di gare alla Duna Aréna di Budapest. Detti arrivò alla gara del suo bronzo olimpico senza energie e concluse al quarto posto. Migliorò complessivamente il risultato di Rio con un oro e un bronzo.

### 2018
Detti non partecipò ai Campionati europei di Glasgow e Berlino 2018 a causa di un infortunio alla spalla, che lo costrinse rimanere in Italia.

### 2019
Il 21 luglio 2019 durante i mondiali di Gwangju 2019 conquistò la medaglia di bronzo nei 400 metri stile libero. Nell'occasione stabilì il nuovo record italiano sulla distanza con il tempo di 3'43"23, migliorando il primato che già gli apparteneva.

## Record nazionali

### Seniores

#### Vasca lunga
- 400 metri stile libero vasca lunga: 3'43"23 ( Gwangju, 21 luglio 2019)
- 800 metri stile libero vasca lunga: 7'40"77  ( Budapest, 26 luglio 2017)
- Staffetta 4×200 metri stile libero vasca lunga: 7'02"01 ( Gwangju, 26 luglio 2019) (Filippo Megli (1'45"86) Gabriele Detti, (1'45"30), Stefano Ballo (1'45"27), Stefano Di Cola (1'45"58))

#### Vasca corta
- 400 metri stile libero vasca corta: 3'36"63  ( Riccione, 7 aprile 2019)

## Palmarès
| Giochi olimpici             | 200 m st. libero        | 400 m st. libero        | 800 m st. libero        | 1500 m st. libero        | 4×200 m st. libero                 |
| 2012 Londra Regno Unito     | ---                     | ---                     | ---                     | 13º in batteria 15'06"22 | ---                                |
| 2016 Rio de Janeiro Brasile | ---                     | Bronzo 3'43''49         | ---                     | Bronzo 14'40''86         | ---                                |
| Campionati del mondo        | 200 m st. libero        | 400 m st. libero        | 800 m st. libero        | 1500 m st. libero        | 4×200 m st. libero                 |
| 2013 Barcellona Spagna      | ---                     | 14º in batteria 3'49"78 | 11º in batteria 7'56"15 | 19º in batteria 15'18"04 | ---                                |
| 2017 Budapest Ungheria      | ---                     | Bronzo 3'43"93          | Oro 7'40"77             | 4º 14'52"07              | ---                                |
| 2019 Gwangju Corea del Sud  | ---                     | Bronzo 3'43"23          | ---                     | ---                      | ---                                |
| Mondiali in vasca corta     | ---                     | 400 m st. libero        | 1500 m st. libero       | ---                      | ---                                |
| 2012 Istanbul Turchia       | ---                     | 11º in batteria 3'42"97 | 12º 14'49"29            | ---                      | ---                                |
| 2014 Doha Qatar             | ---                     | 16º in batteria 3'42"15 | 5º 14'29"94             | ---                      | ---                                |
| 2016 Windsor Canada         | ---                     | 12º in batteria 3'42"58 | 8º 14'39"34             | ---                      | ---                                |
| 2018 Hangzhou Cina          | ---                     | Bronzo 3'37"54          | ---                     | ---                      | ---                                |
| Campionati europei          | 200 m st. libero        | 400 m st. libero        | 800 m st. libero        | 1500 m st. libero        | 4×200 m st. libero                 |
| 2012 Debrecen Ungheria      | ---                     | 6º 3'51"92              | 5º 7'56''45             | ---                      | ---                                |
| 2014 Berlino Germania       | ---                     | 4º 3'48"10              | Bronzo 7'49"35          | Bronzo 14'52"53          | ---                                |
| 2016 Londra Regno Unito     | ---                     | Oro 3’44″01             | Argento 7’43″53         | Argento 14’48″75         | Bronzo - 7'08"30 frazione: 1’45″39 |
| 2020 Budapest Ungheria      | ---                     | ---                     | Bronzo 7’46"10          | ---                      | ---                                |
| 2022 Roma Italia            | ---                     | ---                     | ---                     | ---                      | Argento 7’06"25                    |
| Europei in vasca corta      | 200 m st. libero        | 400 m st. libero        | 800 m st. libero        | 1500 m st. libero        | 4×200 m st. libero                 |
| 2011 Stettino Polonia       | 30º in batteria 1'47"51 | 16º in batteria 3'45"54 | ---                     | ---                      | ---                                |
| 2012 Chartres Francia       | ---                     | Argento 3'41"66         | ---                     | 5º 14'43"09              | ---                                |
| 2013 Herning Danimarca      | ---                     | ---                     | ---                     | Bronzo 14'36"43          | ---                                |
| 2015 Netanya Israele        | ---                     | Bronzo 3'37″22          | ---                     | Argento 14'18″00         |                                    |
| 2019 Glasgow Regno Unito    | ---                     | Bronzo 3'38"06          | ---                     | ---                      | ---                                |
| Mondiali giovanili          | 200 m st. libero        | 400 m st. libero        | 800 m st. libero        | 1500 m st. libero        | 4×200 m st. libero                 |
| 2011 Lima Perù              | ---                     | 4º 3'51"53              | Argento 8'00"22         | Bronzo 15'18"46          | 5º - 7'25"09 frazione: 1'49"98     |
| Europei giovanili           | 200 m st. libero        | 400 m st. libero        | 800 m st. libero        | 1500 m st. libero        | 4×200 m st. libero                 |
| 2011 Belgrado Serbia        | ---                     | Argento 3'52"05         | Argento 8'00"95         | Argento 15'16"86         | 8º - 7'29"23 frazione: 1'49"91     |
| 2012 Anversa Belgio         | ---                     | Oro 3'49"67             | ---                     | Oro 15'11"41             | Oro - 7'19"53 frazione: 1'49"19    |

### Campionati italiani
| Anno | Edizione    | 200 m sl | 400 m sl | 800 m sl | 1500 m sl | 4×100 m sl | 4×200 m sl |
| ---- | ----------- | -------- | -------- | -------- | --------- | ---------- | ---------- |
| 2012 | Primaverili | -        | 1º       | 3º       | -         | -          | -          |
| 2012 | Invernali   | -        | 2º       | -        | -         | -          | -          |
| 2013 | Primaverili | -        | 2º       | 2º       | 2º        | -          | -          |
| 2013 | Invernali   | 3º       | 1º       | -        | 2º        | -          | -          |
| 2014 | Primaverili | -        | 1º       | 1º       | 2º        | -          | 3º         |
| 2014 | Estivi      | 2º       | 1º       | -        | -         | -          | -          |
| 2014 | Invernali   | 1º       | 1º       | 3º       | 2º        | -          | -          |
| 2015 | Invernali   | 1º       | 1º       | 1º       | 1º        | -          | -          |
| 2016 | Primaverili | 1º       | 1º       | 1º       | 2º        | -          | -          |
| 2016 | Invernali   | 1º       | 1º       | 2º       | -         | -          | -          |
| 2017 | Primaverili | 1º       | 1º       | 1º       | -         | 3º         | -          |
| 2018 | Invernali   | 1º       | -        | -        | -         | -          | -          |
| 2019 | Primaverili | 2º       | 1º       | 1º       | -         | -          | 1º         |
| 2019 | Invernali   | -        | 1º       | 1º       | -         | -          | -          |
| 2020 | Estivi      | 2º       | 1º       | 2º       | -         | -          | -          |
| 2021 | Primaverili | -        | 1º       | 2°       | -         | -          | -          |
| 2021 | Invernali   | -        | 1º       | -        | -         | -          | -          |
| 2022 | Primaverili | 2°       | 3º       | 2°       | -         | -          | -          |
| 2022 | Estivi      | -        | 1º       | -        | -         | -          | -          |
| 2023 | Primaverili | -        | -        | -        | -         | -          | 2°         |
| 2024 | Primaverili | -        | -        | -        | -         | -          | 1°         |
| 2024 | Invernali   | -        | -        | 1°       | -         | -          | -          |
| 2025 | Primaverili | -        | -        | 3°       | -         | -          | -          |

### Medaglie ai campionati italiani
| Evento               | Oro | Argento | Bronzo | Totale |
| -------------------- | --- | ------- | ------ | ------ |
| 200 m stile libero   | 6   | 4       | 1      | 11     |
| 400 m stile libero   | 15  | 2       | 1      | 18     |
| 800 m stile libero   | 7   | 5       | 3      | 15     |
| 1500 m stile libero  | 1   | 5       | 0      | 6      |
| 4x100 m stile libero | 0   | 0       | 1      | 1      |
| 4x200 m stile libero | 2   | 1       | 1      | 4      |
| Totale               | 31  | 17      | 7      | 55     |

## Televisione
- Rinascere, regia di Umberto Marino - film TV (2022)